# Скиф (гандбольный клуб, Омская область)
«Скиф» (Омская область) — гандбольный клуб из Омска, выступающий в Высшей лиге.

## История
Клуб основан основана в 1959 году. В 1997 году, став бронзовым призёром первенства России в первой лиге, команда завоевала право участвовать в соревнованиях высшей лиги. С 1992 года главным тренером команды работал Олег Шалаев. В 2013 году был назначен Василий Владимирович Згонник, проработавший до 2018 года. С 2000 года старшим тренером работал Николай Алексеевич Мельников, в июне 2018 он возглавил команду, проработав с ней полтора года. С марта 2020 года по июль 2021 года команду возглавлял Владимир Михайлович Бетюцкий. С июля 2021 года главным тренером стал Роман Фитилёв.
В сезоне 2016/2017 «Скиф» стал серебряным призёром высшей лиги. По итогам сезона 2020/2021 команда завоевала бронзовые медали Высшей лиги.
В сезоне 2021/2022 команда по итогам чемпионата Высшей лиги впервые стала победителем и завоевала право на переход в мужскую Суперлигу. По итогам сезона 2023/24 команда покинула Суперлигу, но выиграв Высшую лигу в сезоне 2024/25, вернулась в Суперлигу.

### Результаты в чемпионатах
Высшая лига
- 2004 — 15 место
- 2005 — 8 место
- 2006 — 8 место
- 2007 — 6 место
- 2008 — 5 место
- 2009 — 6 место
- 2010 — 4 место
- 2011 — 5 место
- 2012 — 4 место
- 2013 — 5 место
- 2014 — 5 место
- 2015 — 6 место
- 2016 — 6 место
- 2017 — 2 место
- 2018 — 5 место
- 2019 — 4 место
- 2020 — 4 место
- 2021 — 3 место
- 2022 — 1 место

Суперлига
- 2023 — 11 место
- 2024 — 12 место

Высшая лига
- 2025 — 1 место